# Piers Gilliver
Piers Gilliver (17 settembre 1994) è uno schermidore britannico su sedia a rotelle, che gareggia nel fioretto, nella spada e nella sciabola.
Ha vinto medaglie sia a livello mondiale che europeo e nel 2016 ha rappresentato la Gran Bretagna ai Giochi paralimpici estivi di Rio de Janeiro, vincendo una medaglia d'argento.

## Biografia
Gilliver è entrato per la prima volta nella scherma in sedia a rotelle nel 2010 nel suo club di scherma locale a Cheltenham dopo aver cercato un nuovo sport poiché la sua mobilità diminuiva. È entrato a far parte della British Disabled Fencing Association nel 2011. Nel 2012 Gilliver ha fatto il suo debutto internazionale per la squadra britannica in un evento di Coppa del Mondo a Varsavia, arrivando 11º nella categoria A.
Nel 2013 Gilliver ha preso parte ai suoi primi Campionati del Mondo IWAS. Lo stesso anno è stato nominato campione del mondo juniores nella categoria A U23. 
In vista dei Giochi paralimpici estivi 2016 a Rio, Gilliver ha conquistato nove podi in partite internazionali, inclusa la medaglia d'argento ai campionati mondiali di scherma in sedia a rotelle IWAS a Eger. Nel 2016 è stato selezionato per la squadra britannica alle Paralimpiadi estive 2016.

## Palmarès
- Giochi paralimpici

 Rio de Janeiro 2016:  Argento nella spada individuale;
 Tokyo 2020:  Oro nella spada individuale;
 Tokyo 2020:  Bronzo nella spada a squadre;
 Tokyo 2020:  Argento nel fioretto a squadre;
 Parigi 2024:  Argento nella sciabola individuale;
 Parigi 2024:  Argento nel fioretto a squadre;
 Parigi 2024:  Argento nella spada individuale;
 Parigi 2024:  Argento nella spada a squadre;